# IGFBP4
IGFBP4‏ (Insulin like growth factor binding protein 4) هوَ بروتين يُشَفر بواسطة جين IGFBP4 في الإنسان.